# 聖路易斯二號 (亞利桑那州皮馬縣)
聖路易斯二號（英語：San Luis (II)）是位於美國亞利桑那州皮馬縣的一個非建制地區。該地的面積和人口皆未知。

## 地理
聖路易斯二號的座標為32°04′49″N 111°57′18″W / 32.08028°N 111.95500°W，而該地的平均海拔高度為547米（即1795英尺）。